# Bombe logique
En sécurité informatique, sont appelés bombes logiques, les dispositifs programmés dont le déclenchement s'effectue à un moment déterminé en exploitant la date du système, le lancement d'une commande, ou n'importe quel appel au système.

## Bombes logiques célèbres

### Le virus Tchernobyl
Le virus Tchernobyl avait une bombe logique particulièrement dévastatrice et il a été un des virus les plus destructeurs. Il détruisait l'ensemble des informations de l'ordinateur attaqué et parfois il rendait la machine quasiment inutilisable. Ce virus s'est activé le 26 avril 1999, jour du 13e anniversaire de la catastrophe nucléaire de Tchernobyl, et il a sévi jusqu'en 2002.

### L'attaque présumée du pipeline transsibérien
En 1982, une bombe logique aurait été à l'origine de l'incident du pipeline transsibérien. Un agent du KGB aurait volé les plans d'un système de contrôle sophistiqué et son logiciel à une entreprise canadienne, afin de les utiliser sur son pipeline sibérien. La CIA aurait été informée par des documents du dossier Farewell et aurait demandé à la société d'insérer une bombe logique dans le programme à des fins de sabotage. Selon certaines sources, cette histoire pourrait être un canular,.

### Corée
Le 20 mars 2013, lors d'une attaque lancée contre la Corée du Sud, une bombe logique a frappé des machines et a « effacé les disques durs et les enregistrements de démarrage principal d'au moins trois banques et deux sociétés de médias simultanément. » Symantec a signalé que le malware contenait également un composant capable d'effacer les machines Linux,.

### UBS
En juin 2006, Roger Duronio, administrateur système pour UBS, est accusé d'avoir utilisé une bombe logique pour endommager le réseau informatique de la société, et de fraude boursière pour son projet raté de faire baisser les actions de la société en activant la bombe logique. Duronio est reconnu coupable et condamné à 8 ans et 1 mois de prison, ainsi qu'à payer des dédommagements s'élevant à 3,1 millions de dollars à UBS,,.

### Siemens
Le 19 juillet 2019, David Tinley, un employé contractuel, a plaidé coupable pour avoir programmé des bombes logiques au sein du logiciel qu'il a créé pour Siemens. Le logiciel était intentionnellement conçu pour mal fonctionner après un certain temps, ce qui obligeait l'entreprise à l'engager pour le réparer moyennant des frais. Les bombes logiques sont passées inaperçues pendant deux ans, mais ont été découvertes alors qu'il était en déplacement et a dû remettre le mot de passe d'administration de son logiciel,.